# Meldrick Taylor
Meldrick Taylor (Filadelfia, Estados Unidos, 19 de octubre de 1966) es un ex boxeador profesional estadounidense que compitió desde 1984 hasta 2002. Es campeón mundial de dos pesos, habiendo ocupado el peso welter junior de la FIB de 1988 a 1990, y el título del peso welter de la AMB de 1991 a 1992. Como aficionado, Taylor ganó una medalla de oro en la división peso pluma en los Juegos Olímpicos de Verano de 1984.

## Carrera amateur
Taylor, uno de los muchos campeones de boxeo provenientes de Filadelfia, Pensilvania, aprendió su oficio en los gimnasios de su ciudad natal y registró un récord de 99-4 como peleador aficionado. En 1984, ganó un lugar en el equipo olímpico de EE. UU. a la edad de 17 años y ganó la medalla de oro en la división de peso pluma. Tras su victoria, se unió a las filas profesionales.

### Resultados olímpicos de 1984
- Ronda de 64.
- Dieciseisavos de final: Derrotó a Nicolae Talpos (Rumanía) 5-0.
- Octavos de final: Derrotó a Francisco Camacho (México) 5-0.
- Cuartos de final: Derrotó a John Wanjau (Kenia) El árbitro detuvo la competencia en el tercer round.
- Semifinal: Derrotó a Omar Catari (Venezuela) 5-0.
- Final: Derrotó a Peter Konyegwachie (Nigeria) 5-0 (ganó la medalla de oro).

En las pruebas olímpicas estadounidenses, Taylor perdió ante Andrew Minsker, quien luego ganó las pruebas. Sin embargo, Taylor venció a Minsker dos veces seguidas para ganar el lugar en los box-offs olímpicos.

## Arresto en 2019
Meldrick Taylor fue arrestado en la mañana del martes 4 de junio de 2019 en el norte de Filadelfia después de que presuntamente amenazó a un hombre con un arma y participó en un enfrentamiento de 90 minutos con la policía en su residencia. Taylor fue acusado de asalto agravado, posesión de instrumento de crimen y amenazas terroristas. Más tarde fue liberado con una fianza no garantizada.

## Personal
Meldrick Taylor tiene un hermano gemelo, Eldrick, que también fue boxeador profesional por poco tiempo. Taylor tiene cuatro hijos, 1 niño llamado Meldrick Taylor, Jr. y 3 niñas; Melanie Taylor, Farrah Taylor y Amouri Taylor. Eldrick Taylor compiló un récord de 0 victorias y 1 derrota. Otro hermano, Myron, por otro lado, también compitió como boxeador profesional y tuvo un récord de 29 victorias (16 por nocaut), 9 derrotas y un empate, y una vez disputó el título mundial.

## Récord como profesional
| No. | Resultado | Registro | Adversario          | Escribe | Tiempo redondo | Fecha                    | Ubicación                                                          | Notas                                                                                       |
| --- | --------- | -------- | ------------------- | ------- | -------------- | ------------------------ | ------------------------------------------------------------------ | ------------------------------------------------------------------------------------------- |
| 47  | Derrota   | 38–8–1   | Wayne Martell       | UD      | 10             | 20 de julio de 2002      | Casino Shooting Star, Mahnomen, Minnesota, EE. UU.                 |                                                                                             |
| 46  | Victoria  | 38–7–1   | Dillon Carew        | SD      | 8              | 31 de mayo de 2002       | Boutwell Memorial Auditorium, Birmingham, Alabama, EE. UU.         |                                                                                             |
| 45  | Victoria  | 37–7–1   | Manuel de León      | UD      | 8              | 10 de septiembre de 1999 | Pabellón ganadero del sureste, Ocala, Florida, EE. UU.             |                                                                                             |
| 44  | Victoria  | 36–7–1   | Tim Scott           | TKO     | 3              | 26 de agosto de 1999     | Teatro Roxy, Atlanta,Georgia, EE. UU.                              |                                                                                             |
| 43  | Derrota   | 35–7–1   | Quirino García      | UD      | 12             | 26 de febrero de 1999    | Gimnasio Municipal Josué Neri Santos, Ciudad Juárez, México        |                                                                                             |
| 42  | Derrota   | 35–6–1   | Hasan Al            | UD      | 10             | 28 de agosto de 1998     | Atletion, Aarhus, Dinamarca                                        |                                                                                             |
| 41  | Gana      | 35–5–1   | Rafael Salas        | UD      | 6              | 6 de agosto de 1998      | Aurora, Illinois, EE. UU.                                          |                                                                                             |
| 40  | Derrota   | 34–5–1   | Darren Maciunski    | SD      | 10             | 26 de noviembre de 1996  | The Blue Horizon, Filadelfia, Pensilvania, EE. UU.                 |                                                                                             |
| 39  | Gana      | 34–4–1   | Tommy Small         | UD      | 10             | 10 de octubre de 1996    | Hilton, Washington D. C., EE. UU.                                  |                                                                                             |
| 38  | Gana      | 33–4–1   | Kenneth Kidd        | TKO     | 1 (10), 2:59   | 16 de agosto de 1996     | Jaffa Shrine Center, Altoona, Pensilvania, EE. UU.                 |                                                                                             |
| 37  | Derrota   | 32–4–1   | Julio César Chávez  | TKO     | 8 (12), 1:41   | 17 de septiembre de 1994 | MGM Grand Garden Arena, Paradise, Nevada, EE. UU.                  | Para el título de peso welter ligero del CMB                                                |
| 36  | Gana      | 32–3–1   | Chad Broussard      | KO      | 2 (10), 1:01   | 7 de mayo de 1994        | MGM Grand Garden Arena, Paradise, Nevada, EE. UU.                  |                                                                                             |
| 35  | Gana      | 31–3–1   | Craig Houk          | KO      | 3 (10), 1:02   | 29 de enero de 1994      | MGM Grand Garden Arena, Paradise, Nevada, EE. UU.                  |                                                                                             |
| 34  | Gana      | 30–3–1   | Henry Hughes        | RTD     | 2 (10), 3:00   | 8 de mayo de 1993        | Thomas & Mack Center, Paradise, Nevada, EE. UU.                    |                                                                                             |
| 33  | Derrota   | 29–3–1   | Crisanto España     | TKO     | 8 (12), 2:11   | 31 de octubre de 1992    | Centro de exposiciones de Earls Court, Londres, Inglaterra         | Título de peso welter de la AMB perdido                                                     |
| 32  | Derrota   | 29–2–1   | Terry Norris        | TKO     | 4 (12), 2:55   | 9 de mayo de 1992        | El Mirage, Paradise, Nevada, EE. UU.                               | Para la título del WBC superwelter                                                          |
| 31  | Gana      | 29–1–1   | Glenwood Brown      | UD      | 12             | 18 de enero de 1992      | Salón de convenciones, Filadelfia, Pensilvania, EE. UU.            | Retuvo el título de peso welter de la AMB                                                   |
| 30  | Gana      | 28–1–1   | Ernie Chávez        | TKO     | 6 (10), 1:51   | 13 de septiembre de 1991 | ARCO Arena, Sacramento, California, EE. UU.                        |                                                                                             |
| 29  | Gana      | 27–1–1   | Luis García         | SD      | 12             | 1 de junio de 1991       | Hotel Radisson, Palm Springs, California, EE. UU.                  | Retuvo el título de peso welter de la AMB                                                   |
| 28  | Gana      | 26–1–1   | Aaron Davis         | UD      | 12             | 19 de enero de 1991      | Salón de convenciones, Atlantic City, Nueva Jersey, EE. UU.        | Ganó título de peso welter de la AMB                                                        |
| 27  | Gana      | 25–1–1   | Primo Ramos         | UD      | 10             | 11 de agosto de 1990     | Caesars Tahoe, Stateline, Nevada, EE. UU.                          |                                                                                             |
| 26  | Derrota   | 24–1–1   | Julio César Chávez  | TKO     | 12 (12), 2:58  | 17 de marzo de 1990      | Las Vegas Hilton, Winchester, Nevada, EE. UU.                      | Perdió el título de peso welter ligero de la FIB; Para título de peso welter ligero del WBC |
| 25  | Gana      | 24–0–1   | Ramón Flores        | TKO     | 1 (10), 1:57   | 27 de enero de 1990      | Trump Plaza Hotel and Casino, Atlantic City, Nueva Jersey, EE. UU. |                                                                                             |
| 24  | Gana      | 23–0–1   | Jaime Balboa        | TKO     | 5 (10), 1:59   | 20 de noviembre de 1989  | Salón de convenciones, Filadelfia, Pensilvania, EE. UU.            |                                                                                             |
| 23  | Gana      | 22–0–1   | Courtney Hooper     | UD      | 12             | 11 de septiembre de 1989 | Circus Maximus Showroom, Atlantic City, Nueva Jersey, EE. UU.      | Retuvo el título de peso welter ligero de la FIB                                            |
| 22  | Gana      | 21–0–1   | John Wesley Meekins | RTD     | 7 (12), 3:00   | 21 de enero de 1989      | Trump Plaza Hotel and Casino, Atlantic City, Nueva Jersey, EE. UU. | Retuvo el título de peso welter ligero de la FIB                                            |
| 21  | Gana      | 20–0–1   | Buddy McGirt        | TKO     | 12 (12), 2:00  | 3 de septiembre de 1988  | Broadway by the Bay Theatre, Atlantic City, Nueva Jersey, EE. UU.  | Ganó título de peso welter ligero de la FIB                                                 |
| 20  | Gana      | 19–0–1   | Martín Quiroz       | UD      | 10             | 12 de junio de 1988      | Centro de exposiciones Odeum, Villa Park, Illinois, EE. UU.        |                                                                                             |
| 19  | Gana      | 18–0–1   | Iván González       | TKO     | 5 (10), 2:47   | 9 de abril de 1988       | Caesars Palace, Paradise, Nevada, EE. UU.                          |                                                                                             |
| 18  | Gana      | 17–0–1   | Richard Fowler      | KO      | 2 (10), 1:19   | 4 de noviembre de 1987   | Coliseo Memorial, Corpus Christi, Texas, EE. UU.                   |                                                                                             |
| 17  | Gana      | 16–0–1   | Irleis Pérez        | UD      | 10             | 11 de julio de 1987      | Broadway by the Bay Theatre, Atlantic City, Nueva Jersey, EE. UU.  |                                                                                             |
| 16  | Gana      | 15–0–1   | Primo Ramos         | UD      | 10             | 19 de abril de 1987      | Pointe Resort, Phoenix, Arizona, EE. UU.                           |                                                                                             |
| 15  | Gana      | 14–0–1   | Roque Montoya       | UD      | 10             | 6 de febrero de 1987     | Trump Plaza Hotel and Casino, Atlantic City, Nueva Jersey, EE. UU. |                                                                                             |
| 14  | Gana      | 13–0–1   | Danny Vargas        | TKO     | 2 (10), 1:49   | 11 de diciembre de 1986  | Foro de fieltro, Nueva York, Nueva York, EE. UU.                   |                                                                                             |
| 13  | Empate    | 12–0–1   | Howard Davis Jr.    | SD      | 10             | 16 de agosto de 1986     | Arenas, Atlantic City, Nueva Jersey, EE. UU.                       |                                                                                             |
| 12  | Gana      | 12–0     | Harold Brazier      | UD      | 10             | 11 de mayo de 1986       | Memorial Coliseum, Corpus Christi, Texas, EE. UU.                  |                                                                                             |
| 11  | Gana      | 11–0     | José Rivera         | TKO     | 6 (10), 2:07   | 3 de abril de 1986       | Foro de fieltro, Nueva York, Nueva York, EE. UU.                   |                                                                                             |
| 10  | Gana      | 10–0     | Robin Blake         | UD      | 10             | 2 de febrero de 1986     | Sudduth Coliseum, Lake Charles, Luisiana, EE. UU.                  |                                                                                             |
| 9   | Gana      | 9–0      | Víctor Acosta       | UD      | 8              | 21 de diciembre de 1985  | Pabellón, Virginia Beach, Virginia, EE. UU.                        |                                                                                             |
| 8   | Gana      | 8–0      | Carlos Santana      | KO      | 4 (8), 2:45    | 16 de octubre de 1985    | Broadway by the Bay Theatre, Atlantic City, Nueva Jersey, EE. UU.  |                                                                                             |
| 7   | Gana      | 7–0      | Roberto Medina      | UD      | 6              | 20 de julio de 1985      | Alcance, Norfolk, Virginia, EE. UU.                                |                                                                                             |
| 6   | Gana      | 6–0      | Hugo Carrizo        | TKO     | 3              | 29 de junio de 1985      | Bellaria, Italia                                                   |                                                                                             |
| 5   | Gana      | 5–0      | Nery Reyes          | KO      | 1 (6), 2:35    | 17 de mayo de 1985       | Caesars Tahoe, Stateline, Nevada, EE. UU.                          |                                                                                             |
| 4   | Gana      | 4–0      | Elías Martínez      | TKO     | 5 (6)          | 6 de abril de 1985       | San Angelo, Texas, EE. UU.                                         |                                                                                             |
| 3   | Gana      | 3–0      | Darrell Curtis      | TKO     | 3 (6), 2:09    | 13 de marzo de 1985      | Alcance, Norfolk, Virginia, EE. UU.                                |                                                                                             |
| 2   | Gana      | 2–0      | Dwight Pratchett    | UD      | 6              | 20 de enero de 1985      | Broadway by the Bay Theatre, Atlantic City, Nueva Jersey, EE. UU.  |                                                                                             |
| 1   | Victoria  | 1–0      | Lucas Lecce         | TKO     | 1 (6), 2:31    | 15 de noviembre de 1984  | Madison Square Garden, Nueva York, Nueva York, EE. UU.             |                                                                                             |